# مروین پیک
مروین لارنس پیک (انگلیسی: Mervyn Peake؛ ۹ ژوئیهٔ ۱۹۱۱ – ۱۷ نوامبر ۱۹۶۸) نویسنده، هنرمند، شاعر و تصویرگر بریتانیایی بود. او بیشتر به خاطر آنچه معمولاً به نام کتاب‌های گرومن‌گاست شناخته می‌شوند، شهرت دارد. این چهار اثر بخشی از چرخه‌ای بلندپروازانه بودند که پیک در نظر داشت بنویسد، اما مرگش مانع تکمیل آن شد. این آثار گاه با نوشته‌های هم‌دورهٔ مسن‌تر او جی. آر. آر. تالکین مقایسه می‌شوند، اما داستان‌های سورئال پیک بیش از آنکه از مطالعات تالکین بر اسطوره‌شناسی و فیلولوژی تأثیر گرفته باشند، تحت تأثیر علاقهٔ اولیه‌اش به چارلز دیکنز و رابرت لوئیس استیونسن بودند.
پیک همچنین شعر و ادبیات بی‌معنی در قالب منظوم، داستان‌های کوتاه برای بزرگسالان و کودکان (نامه‌هایی از یک عموی گمشده، ۱۹۴۸)، نمایشنامه‌های صحنه‌ای و رادیویی و مستر پای (۱۹۵۳) را نوشت؛ رمانی ساختارمند که در آن خدا به‌طور ضمنی به تمسخر تظاهرهای انجیلی و جهان‌بینی آرام و خودپسند قهرمان داستان می‌پردازد.
پیک نخستین بار در دهه‌های ۱۹۳۰ و ۱۹۴۰ در لندن به‌عنوان نقاش و تصویرگر شهرت یافت و سفارش‌هایی برای کشیدن پرترهٔ افراد مشهور دریافت کرد. برای مدتی کوتاه در پایان جنگ جهانی دوم از سوی روزنامه‌های مختلف مأمور شد صحنه‌های جنگ را ترسیم کند. مجموعه‌ای از طراحی‌های او هنوز در اختیار خانواده‌اش باقی مانده است. هرچند در زمان زندگی‌اش چندان موفقیت مردمی به دست نیاورد، اما کارهای او نزد هم‌قطارانش بسیار مورد احترام بود و دوستانی چون سی. اس. لوئیس، دیلن تامس و گراهام گرین داشت. اکنون آثار او در مجموعه‌های نگارخانه ملی پرتره، موزه جنگ امپراتوری و آرشیو ملی بریتانیا نگهداری می‌شوند.
در سال ۲۰۰۸، تایمز نام پیک را در فهرست «۵۰ نویسندهٔ بزرگ بریتانیایی پس از ۱۹۴۵» قرار داد.

## زندگی اولیه
مروین پیک در سال ۱۹۱۱ از والدینی بریتانیایی در کولینگ بر فراز کوه لو در جیوژیانگ زاده شد؛ تنها سه ماه پیش از انقلاب و تأسیس جمهوری چین. پدرش، ارنست کرامول پیک، یک پزشک مبلغ علم پزشکی وابسته به انجمن مبلغین لندن از سنت جماعت‌گرایی بود و مادرش، آماندا الیزابت پاول، به‌عنوان دستیار مبلغ به چین آمده بود. ارنست و آماندا در ژوئیهٔ ۱۹۰۳ در کولینگ (برگرفته از واژهٔ انگلیسی «cooling») که اقامتگاه تابستانی مبلغین اروپایی در کوه لو در کنار رود یانگتسه در جیوژیانگ بود، با یکدیگر آشنا شدند و همان سال در دسامبر در هنگ کنگ ازدواج کردند.
خانوادهٔ پیک درست پیش از جنگ جهانی اول در ۱۹۱۴ مرخصی گرفتند تا به انگلستان بروند و در ۱۹۱۶ به چین بازگشتند. مروین پیک تا دسامبر ۱۹۲۲ که خانواده از طریق راه‌آهن سراسری سیبری به انگلستان بازگشت، در مدرسه دستور زبان تیانجین تحصیل می‌کرد. او بعدها یک رمان کوتاه دربارهٔ این دوره نوشت با نام رئیس سفید قبایل امزیمبوبو. پیک هرگز به چین بازنگشت اما گفته می‌شود که تأثیرات چینی در آثارش مشهود است، به‌ویژه در قلعهٔ گرومن‌گاست که در برخی جنبه‌ها یادآور زادگاهش کولینگ، شهر دیوارکشی‌شدهٔ پکن و همچنین محوطهٔ بسته‌ای است که او در تیانجین در آن رشد کرد. همچنین احتمالاً مواجههٔ اولیهٔ او با تضادهای میان زندگی اروپایی‌ها و چینی‌ها و میان فقرا و ثروتمندان در چین، بر کتاب‌های گرومن‌گاست تأثیر گذاشته است.
تحصیلات او در کالج التام، موتینگام (۱۹۲۳–۱۹۲۹) ادامه یافت، جایی که استعدادهایش توسط معلم انگلیسی‌اش، اریک دریک، کشف شد. پیک آموزش رسمی خود را در مدرسه هنر کرایدون در پاییز ۱۹۲۹ به پایان رساند و سپس از دسامبر ۱۹۲۹ تا ۱۹۳۳ در مدارس آکادمی سلطنتی تحصیل کرد، جایی که برای نخستین بار با رنگ روغن نقاشی کشید. در این زمان نخستین شعر بلند خود با نام کمی خاکستر را نوشت. در ۱۹۳۱ یکی از نقاشی‌هایش برای نمایش در آکادمی سلطنتی هنر پذیرفته شد و آثارش را با گروه‌بندی به‌اصطلاح «سوهو» به نمایش گذاشت.

## حرفه

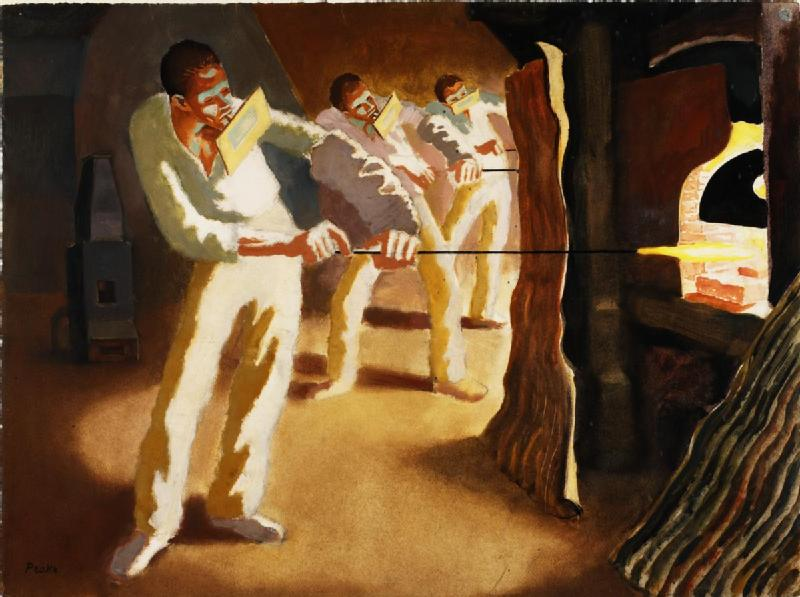
اثر شیشه‌گران «جمع‌آوری» از کوره (۱۹۴۳)

حرفهٔ اولیهٔ او در دههٔ ۱۹۳۰ نقاشی در لندن بود، هرچند مدتی هم در جزیرهٔ سارک زندگی کرد. او نخستین بار در ۱۹۳۲ به سارک رفت، جایی که معلم سابقش اریک دریک در حال راه‌اندازی یک مستعمرهٔ هنری بود. در ۱۹۳۴ پیک همراه با هنرمندان سارک هم در نگارخانهٔ سارک ساخته‌شده توسط دریک و هم در گالری کولینگ در لندن آثارش را نمایش داد و در ۱۹۳۵ در آکادمی سلطنتی و گالری لژه در لندن نمایشگاه داشت.
در ۱۹۳۶ او به لندن بازگشت و سفارش طراحی دکور و لباس برای نمایش نمایش حشرات را دریافت کرد و کارش در ساندی تایمز مورد تحسین قرار گرفت. او همچنین تدریس طراحی از فیگور را در مدرسه هنر وست‌مینستر آغاز کرد، جایی که با نقاش میو گیلمور آشنا شد و در ۱۹۳۷ با او ازدواج کرد. آن‌ها سه فرزند داشتند: سباستین (۱۹۴۰–۲۰۱۲)، فابیان (زادهٔ ۱۹۴۲) و کلر (زادهٔ ۱۹۴۹).
پیک در ۱۹۳۸ نمایشگاه بسیار موفقی در گالری کالمن در لندن برگزار کرد و نخستین کتابش، رمان دزدان دریایی کودکان با تصویرگری خودش به نام کاپیتان اسلاتربرد لنگر می‌اندازد (بر اساس داستانی که در حدود ۱۹۳۶ نوشته بود) در ۱۹۳۹ توسط انتشارات کانتری لایف منتشر شد. در دسامبر ۱۹۳۹، چاتو اند وینداس سفارش تصویرگری یک کتاب کودکانه را به او داد به نام سوار بر اسب نر و دیگر اشعار کودکانه که برای بازار کریسمس ۱۹۴۰ منتشر شد.

## سال‌های پایانی زندگی
در سال ۱۹۵۶، مروین و میو به اسپانیا سفر کردند؛ هزینه این سفر را دوستی پرداخت کرده بود که امیدوار بود تعطیلات باعث بهبود وضعیت سلامتی پیک شود، که در آن زمان از قبل رو به وخامت گذاشته بود. در همان سال، داستان کوتاه او با عنوان پسران در تاریکی همراه با داستان‌هایی از ویلیام گلدینگ و جان ویندهام در مجموعه‌ای با نام گاهی، هیچ‌وقت منتشر شد. در ۱۸ دسامبر، بی‌بی‌سی نمایش رادیویی او با عنوان چشم بیننده (که بعداً با نام صدای یک بازنویسی شد) را پخش کرد که در آن یک هنرمند پیشرو مأمور می‌شود تا نقاشی دیواری یک کلیسا را خلق کند. پیک امید زیادی به نمایشنامهٔ خود با عنوان شوخ‌طبعی برای خواستگاری داشت که سرانجام در سال ۱۹۵۷ در وست اند لندن روی صحنه رفت، اما شکست تجاری و انتقادی خورد. این موضوع تأثیر عمیقی بر او گذاشت؛ سلامتی‌اش به سرعت رو به وخامت رفت و دوباره با یک فروپاشی عصبی در بیمارستان بستری شد. در این دوره، آثار او عمدتاً در مجلهٔ نیووُرلْدز به سردبیری مایکل مورکاک منتشر می‌شد؛ مورکاک از میانهٔ دههٔ ۱۹۵۰ حامی ثابت‌قدم او بود.

### وخامت سلامتی
او نشانه‌های آشکار آغازین زوال عقل را نشان می‌داد و برای آن تحت درمان الکتروشوک قرار گرفت که تأثیر چندانی نداشت. طی سال‌های بعد، او به‌تدریج توانایی طراحی دقیق و سریع را از دست داد، هرچند با کمک همسرش همچنان موفق به خلق برخی نقاشی‌ها شد. از آخرین آثار تکمیل‌شدهٔ او می‌توان به تصویرگری برای قصه‌های هزل‌آمیز اثر اونوره دو بالزاک در ۱۹۶۱ و برای شعر خودش قافیه بمب پرنده در ۱۹۶۲ اشاره کرد؛ شعری که حدود ۱۵ سال پیش‌تر نوشته بود.
تایتوس تنها در سال ۱۹۵۹ منتشر شد و در سال ۱۹۷۰ توسط لنگدون جونز – ویراستار جهان‌های نو – بازبینی شد تا ناسازگاری‌های ایجادشده توسط ویرایش ناشیانهٔ ناشر برطرف گردد. جونز، که آهنگساز نیز بود، قافیه بمب پرنده را به موسیقی درآورد. نسخهٔ ۱۹۹۵ شامل هر سه رمان کامل‌شدهٔ گُرمِنگَست بود که یک قطعهٔ بسیار کوتاه از آغاز رمان چهارم، تایتوس بیدار می‌شود و نیز فهرستی از رویدادها و مضامینی که پیک قصد داشت در این و دیگر رمان‌های آیندهٔ مجموعه بپردازد را در خود داشت.

## مرگ
در سراسر دههٔ ۱۹۶۰، سلامتی پیک به‌تدریج رو به ناتوانی جسمی و ذهنی رفت و سرانجام در ۱۷ نوامبر ۱۹۶۸ در یک آسایشگاه که توسط برادرزنش اداره می‌شد در بورکات، نزدیک آکسفورد درگذشت. او در گورستان کلیسای سنت مری در بُرفم، ساکس غربی به خاک سپرده شد. یک مطالعهٔ سال ۲۰۰۳ که در جاما نورولوژی منتشر شد، مرگ پیک را ناشی از دمانس با اجسام لویی (DLB) دانست. آثار او، به‌ویژه مجموعهٔ گُرمِنگَست، پس از مرگش شهرت و توجه بسیار بیشتری یافتند و تاکنون به بیش از ۲۴ زبان ترجمه شده‌اند.

## آرشیو
در سال ۲۰۱۰ یک آرشیو شامل ۲۸ جعبه از اسناد، که شامل مکاتبات پیک با لاری لی والتر دِ لا ماره و سی. اس. لوئیس به‌همراه ۳۹ دفترچهٔ گُرمِنگَست و طراحی‌های اصلی او برای آلیس در سرزمین عجایب و آن‌سوی آینه بود، توسط کتابخانه بریتانیا خریداری شد. دسترسی به این آرشیو از طریق وب‌سایت کتابخانهٔ بریتانیا امکان‌پذیر است. در ژوئیهٔ ۲۰۲۰، کتابخانهٔ بریتانیا از املاک پیک یک آرشیو تصویری شامل ۳۰۰ تصویر اصلی او برای داستان‌های کودکانه، گُرمِنگَست و دیگر آثاری چون جزیره گنج به دست آورد.

## برای مطالعه
- Clements, Warren (ed.), Peake Performance: The Magnificent Drawings of Mervyne Peake. Toronto: Nestlings Press, 2020. شابک ‎۹۷۸۱۷۷۵۳۴۳۶۹۱
- Elber-Aviram, Hadas (2021). "Chapter 3: The bells of lost London: Orwell's and Peake's anti-fantasies". Fairy Tales of London: British Urban Fantasy, 1840 to the Present. Bloomsbury Academic. pp. 95–130. ISBN 978-1-350-11069-4.
- Elber-Aviram, Hadas (2015). "Dark and Deathless Rabble of Long Shadows: Peake, Dickens, Tolkien, and "this dark hive called London". Peake Studies. 14 (2): 7–32. doi:10.1515/peakest-2015-0002. S2CID 199487750.
- Gardiner-Scott, Tanya (1989). Mervyn Peake: The Evolution of a Dark Romantic. Peter Lang. ISBN 978-0-8204-0943-6.
- Gifford, James (2018). "Peake's Romantic Gormenghast". A Modernist Fantasy: Modernism, Anarchism, & the Radical Fantastic. ELS. pp. 122–144. ISBN 978-1-55058-393-9.
- Gilbert, Charles (1998). "Mervyn Peake and Memory". Peake Studies. 5 (4): 5–20.
- Le Cam, Pierre-Yves (1994). "Peake's Fantastic Realism in the Titus Books". Peake Studies. 3 (4): 5–15.
- Manlove, Colin (1975). "Mervyn Peake (1911-1968-The 'Titus' Trilogy". Modern Fantasy: Five Studies. Cambridge University Press. pp. 207–257. ISBN 978-0-521-29386-0.
- Smith, Gordon (1984). Mervyn Peake: A Personal Memoir. Gollancz. ISBN 978-0-575-03431-0.
- Watney, John (1976). Mervyn Peake. Joseph. ISBN 978-0-312-53025-9.
- Winnington, G. Peter (ed.) (2006), Mervyn Peake: the man and his art (London: Peter Owen)
- Winnington, G. Peter (2000), Vast Alchemies: the life and work of Mervyn Peake. Revised and enlarged in 2009 as Mervyn Peake's Vast Alchemies (London: Peter Owen)
- Winnington, G. Peter (2006), The Voice of the Heart: the working of Mervyn Peake's imagination (Liverpool University Press / Chicago University Press)
- Winnington, G. Peter. "Mervyn Peake's Lonely World". Wormwood No 3 (Autumn 2004), 1–21.
- Yorke, Malcolm (2000). Mervyn Peake: My Eyes Mint Gold, a Life. Murray. ISBN 978-1-58567-211-0.
- Peake, Mervyn (ca.1950), "Notes towards a Projected Autobiography", printed in Maeve Gilmore (ed.), Peake's Progress: Selected Writings and Drawings of Mervyn Peake (London: Allen Lane, 1978)
- "Peake in Print" is a full primary and secondary bibliography.